# Pseudepipona synagroides
Pseudepipona synagroides är en stekelart som först beskrevs av Henri Saussure.  Pseudepipona synagroides ingår i släktet Pseudepipona och familjen Eumenidae. Inga underarter finns listade i Catalogue of Life.